# Roosje (Rombout Oomen)
Roosje is een muurschildering in Amsterdam Oud-West. Het is van de Nederlandse kunstenaar Rombout Oomen. Oomen schilderde een gedeeltelijke tekst uit het erotische gedicht Aan een roosje van Jacob van Lennep, dat pas postuum werd gepubliceerd.

## Inleiding
Rond 1880 werd gebouw Nassaukade 351 opgetrokken. Het werd een gebouw met een strekkende gevel aan de oneven zijde van de Jacob van Lennepstraat, die gebouw voor gebouw van oost naar west werd opgevuld. In de huisnummering ontbreken hier ook in 2025 nog steeds Jacob van Lennepstraat 1-5. Het bouwen vanuit de kade van de Singelgracht bracht met zich mee dat er een grote blinde zijgevel ontstond slechts onderbroken door drie smalle hoge ramen. Destijds moest glasbelasting betaald worden voor lichtdoorlating. 
In januari 2004 kwam bij de gemeente het verzoek van vermoedelijk de gebouweneigenaar of hij die blinde gevel mocht (laten) beschilderen. De gemeente kon het verzoek direct door sturen naar de Commissie Welstand en Monumenten en dan met name Welstand; het gebouw was geen gemeentelijk of rijksmonument (in wording). Het gebouw valt binnen orde 3, karakteristiek voor de omgeving, maar wijzigingen mogen binnen zekere grenzen doorgevoerd worden. Die welstandscommissie had geen bezwaar. De betreffende muur was vooral onderaan toch al het slachtoffer van graffitiwriting. Er werd een soort plaquette aangebracht met een toekomstbeeld, zodat de buurt kon wennen. Oorspronkelijk zou ook de aansluitende terreinafscheiding worden voorzien van een muurschildering, dan van Ursula Wing. De Welstandscommissie vond dat te veel van het goede, de twee muurschilderingen zouden elkaars schoonheid en waarde beperken.  De welstands- en kunstcommissie hadden op zich geen bezwaar tegen lichamelijk (hier functioneel) naakt, maar vroeg zich wel af of de grootte van de muurschildering en bijbehorende lichaamsdelen hier wel gepast was. Een verbod of verdere opmerkingen kwam er niet, anders dat er toestemming aan de erfgenamen van Van Lennep gevraagd moest worden.

## Schildering
De schildering beeldt een man af die struikelt bij de aanblik van een naakte dame, over de versregels van het gedicht van Van Lennep. De zwarte beschildering van de plint en de tekst in de fries (Jacob van Lennep 1802-1869)  zijn onderdeel van de schildering. Buurtbewoners (ook de buurvrouw van Oomen) en andere passanten waren na plaatsing in eerste instantie toch niet zo blij met de schildering, daar de genitalia van de dame nogal prominent zichtbaar waren. De media werden ingeschakeld en ook politicus Camiel Eurlings bemoeide zich ermee; hij wilde de geslachtsdelen afdekken met een vlag van het Christen-Democratisch Appèl. Dat het schilderij deels was geïnspireerd op een poster van Anita Ekberg in Boccaccio '70 van Federico Fellini en de Muurschildering punkmeisje op het Lepelplein mocht niet baten. Het toenmalige stadsdeel Oud-West bood aan de geschokte buurtbewoners aan om met behulp van beplanting en melkglas het uitzicht van hun woning op de vulva te beperken, maar de bewoners waren het hier niet mee eens. Nadat onbekende onverlaten het werk met verfbommen hadden beklad, besloot de kunstenaar de edele delen in kwestie door middel van bokashi (blurren) te vervagen. Hij had geen zin meer in discussie en mogelijk herhaling van zetten; bekladden, overschilderen, bekladden etc. 
Dat het kunstwerk er kwam dankzij subsidie van de Europese Unie voor meer samenhang was toen al geheel uit het oog verloren. Daar waar dus geprotesteerd werd, waren er ook andere meningen, men vond dat dit moest kunnen in Amsterdam en het tegengaan van vertrutting van de stad. Een ondernemer zag het als een antieke gevelsteen in de tijd dat er nog geen huisnummers waren uitgedeeld in Amsterdam; hij hoefde niet te omschrijven waar hij gevestigd werd, maar verwees naar de muurschildering. Ook werd al vroeg geconstateerd dat de discussie over de schildering juist tot extra aandacht voor de schildering leidde. In 2013 moest er opnieuw ingegrepen worden; het onderste deel was voorzien van de tekst No porn en moest aldus weer overgeschilderd worden.
Toen Edo Dijksterhuis van de kunstredactie van Het Parool de muurschildering opnieuw ging bekijken viel hem op dat juist die blur de aandacht trekt naar het slecht zichtbare geslachtsdeel. Het had toen al spottend de naam Roosje met haar doosje. 
De tekst is in perspectief vanaf de kade afgebeeld. De letters nabij de kade lopen schuin naar boven en beneden weg. Het geeft voor het oog het idee dat de achterkant van het gebouw lager is dan de voorkant. 

## Tekst
Het gedicht van Van Lennep Aan een roosje wijst overigens grotendeels op een roos die op de boezem van een vrouw ligt (Roosje is dus niet de naam van de vrouw):
Zachtgekleurde lentebloesem, 
die Selindes borstjes kust, 
die zo mollig op haar boezem,
tussen donzen peulen rust!
(Van Lennep, fragment van Aan een roosje)